# 旧制中等教育学校の一覧 (長崎県)
長崎県における旧制中等教育学校の一覧（きゅうせいちゅうとうきょういくがっこうのいちらん）は、学制改革前（第二次世界大戦前）の長崎県内での旧学制の中等教育学校をまとめた一覧である。

## 旧制中学校

### 公立

#### 県南
開校年に関しては、現在各学校で創立年数を数える基準となる年を示す。
長崎市
- 長崎英語伝習所⇒英語所⇒語学所⇒洋学所⇒済美館⇒広運館⇒第六大学区第一番中学校⇒第五大学区第一番中学校⇒広運学校⇒長崎外国語学校⇒英語学校⇒長崎県立長崎中学校⇒長崎外国語学校⇒長崎県中学校⇒長崎県尋常中学校⇒長崎県長崎中学校⇒長崎県立長崎中学校⇒長崎県立長崎高等学校
- 長崎県立瓊浦中学校（1922年開校）　⇒　長崎県立瓊浦高等学校

⇒（上記の2校と長崎県立長崎女子高等学校、長崎市立女子高等学校が統合・分離）⇒長崎県立長崎東高等学校、長崎県立長崎西高等学校
開校年は英語伝習所を始まりとすると1858年だが、長崎東高等学校と長崎西高等学校は1948年を基準に創立年数を数えている。
西海市
- 長崎県立西彼杵中学校（1946年開校）⇒長崎県立西彼杵高等学校

#### 県央・島原
大村市
- 集義館（大村藩藩校） ⇒　静寿園（大村藩藩校） ⇒　五教館（大村藩藩校）⇒　公立大村中学校　⇒　私立大村中学校（1884年開校）　⇒　私立尋常大村中学校　⇒　私立尋常中学玖島学館　⇒　長崎県尋常中学玖島学館　⇒　長崎県立中学玖島学館　⇒　長崎県立大村中学校　⇒　長崎県立大村高等学校　⇒　（長崎県立大村女子高等学校・長崎県立大村農業高等学校を統合）　⇒　長崎県立大村高等学校

開校年は藩校を始まりとすると1670年だが、大村高等学校は私立大村中学校開校の1884年を基準に創立年数を数えている。
諫早市
- 長崎県立大村中学校諫早分校（1922年開校だが、創立年は後に統合する北高来郡立諌早実科高等女学校開校の1911年としている。）　⇒　長崎県立諫早中学校　⇒　長崎県立諫早高等学校　⇒　（長崎県立諫早女子高等学校・長崎県立諫早商業高等学校を統合）　⇒　長崎県立諫早高等学校

島原市
- 長崎県立島原中学校（1900年開校）⇒（長崎県立島原女子高等学校・長崎県立島原商業高等学校を統合）⇒長崎県立島原高等学校

#### 県北・離島
佐世保市
- 長崎県立佐世保中学校　⇒　長崎県立佐世保第一高等学校
- 長崎県立佐世保第二中学校　⇒　長崎県立佐世保第二高等学校
- 佐世保市立東和中学校　⇒　佐世保市立東和高等学校

⇒（上記の3校と長崎県立佐世保女子高等学校、佐世保市立成徳高等学校が統合・分離）⇒長崎県立佐世保北高等学校、長崎県立佐世保南高等学校
佐世保北高等学校と佐世保南高等学校は1948年を基準に創立年数を数えている。
平戸市
- 猶興書院（平戸藩学問所、1880年開校）⇒私立尋常中学猶興館⇒長崎県立中学猶興館⇒長崎県立平戸高等学校猶興館⇒（長崎県立平戸女子高等学校を統合）⇒長崎県立平戸高等学校　⇒　長崎県立猶興館高等学校

壱岐市
- 長崎県立中学猶興館壱岐分校（1909年開校）⇒長崎県立壱岐中学校⇒長崎県立壱岐第一高等学校⇒（長崎県立壱岐第二高等学校を統合）⇒長崎県立壱岐高等学校

五島市
- 長崎県五島中学校（1900年開校）⇒長崎県立五島中学校⇒長崎県立五島高等学校⇒（長崎県立五島女子高等学校を統合）⇒長崎県立五島高等学校

対馬市
- 上下県総町村立対馬中学校（1905年開校）⇒長崎県立対馬中学校⇒（長崎県立対馬女子高等学校を統合）⇒長崎県立対馬高等学校

### 私立
長崎市
- 海星学校（1892年開校）⇒海星商業学校⇒海星中学校⇒海星高等学校（男子校だったが、2006年に名上の共学化）
- 東陵学園（1940年開校）⇒長崎南山高等学校（男子校）

諫早市
- カブリー英和学校（1881年長崎市に開校）⇒鎮西学館⇒鎮西学院⇒（東山学院を統合）⇒（原爆による被害で諫早市に移転）⇒鎮西学院高等学校

佐世保市
- 西海中学校（1925年開校）⇒西海学園高等学校

## 高等女学校

### 公立

#### 県南
長崎市
- 長崎県立長崎高等女学校（1901年開校）　⇒　長崎県立長崎女子高等学校
- 長崎市立高等女学校（1922年開校）　⇒　長崎市立女子高等学校　

⇒（上記2校と長崎県立長崎高等学校、長崎県立瓊浦高等学校が統合・分離）⇒ 長崎県立長崎東高等学校・長崎県立長崎西高等学校

#### 県央・島原
大村市
- 東彼杵郡立大村実科高等女学校（1911年開校）⇒ 東彼杵郡立大村高等女学校 ⇒ 長崎県立大村高等女学校（1922年）⇒（1934年：長崎県女子師範学校を併設）⇒《新制》 長崎県立大村女子高等学校 ⇒（長崎県立大村高等学校、大村農業高等学校と統合）⇒ 長崎県立大村高等学校

諫早市
- 北高来郡立諌早実科高等女学校（1911年開校）⇒長崎県立諌早高等女学校⇒長崎県立諌早女子高等学校⇒（長崎県立諫早高等学校、諫早商業高等学校と統合）⇒長崎県立諫早高等学校

諫早高等学校は、前身となる諫早実科高等女学校が旧制諫早中学校よりも早く開校していたため、女学校の開校年（1911年）を創立年数を数える基準としている。
島原市
- 女子手芸学校（1901年開校）⇒私立島原実科高等女学校⇒南高来郡立島原実科高等女学校⇒長崎県島原高等女学校⇒長崎県立島原高等女学校⇒長崎県立島原女子高等学校⇒（長崎県立島原高等学校、島原商業高等学校と統合）⇒長崎県立島原高等学校

南島原市
- 私立口之津女子手芸学校（1902年開校）⇒口之津村立口之津女子手芸学校⇒口之津・加津佐両村組合立口加女子手芸学校⇒口之津・加津佐両村組合立口加実科高等女学校⇒長崎県口加高等女学校⇒長崎県立口加高等女学校⇒（男女共学化）⇒長崎県立口加高等学校

波佐見町
- 波佐見高等家政女学校（1927年）⇒（1949年：閉校）

#### 県北・離島
佐世保市
- 長崎県立佐世保高等女学校　⇒　長崎県立佐世保女子高等学校
- 佐世保市立成徳高等女学校　⇒　佐世保市立成徳高等学校

（上記2校と長崎県立佐世保第一高等学校、佐世保第二高等学校、東和高等学校と統合・分離）⇒ 長崎県立佐世保北高等学校・長崎県立佐世保南高等学校
平戸市
- 私立平戸女学校（1903年開校）⇒私立平戸高等女学校⇒長崎県北松浦郡立平戸高等女学校⇒長崎県平戸高等女学校⇒長崎県立平戸高等女学校⇒長崎県立平戸女子高等学校⇒（長崎県立平戸高等学校猶興館と統合）⇒長崎県立平戸高等学校　⇒長崎県立猶興館高等学校

壱岐市
- 壱岐郡立壱岐高等女学校（1920年開校）⇒長崎県立壱岐高等女学校⇒長崎県立壱岐第二高等学校⇒（長崎県立壱岐第一高等学校と統合）⇒長崎県立壱岐高等学校

五島市
- 福江村福江女児実業学校（1909年開校）⇒福江女児実業補習学校⇒福江実業女学校⇒南松浦郡立五島実科高等女学校⇒長崎県五島高等女学校⇒長崎県立五島高等女学校⇒長崎県立五島女子高等学校⇒（長崎県立五島高等学校と統合）⇒長崎県立五島高等学校

対馬市
- 私立対馬女学校（1908年開校）上下県郡総町村組合立対馬女学校　上下県郡総町村組合立実科高等女学校　組合立長崎県対馬高等女学校　長崎県立対馬高等女学校　長崎県立対馬女子高等学校⇒（長崎県立対馬高等学校と統合）⇒長崎県立対馬高等学校

### 私立
長崎市
- 女学校（1879年）⇒ 活水女学校（1981年）⇒ 活水女学校高等女学部（1911年）⇒ 活水高等女学校 ⇒《新制》活水中学校・高等学校
- 長崎女学院（1896年）⇒ 私立鶴鳴女学校 ⇒ 鶴鳴実科高等女学校 ⇒ 鶴鳴高等女学校（1920年）⇒《新制》鶴鳴女子高等学校 ⇒ 長崎女子高等学校（1997年）
- 瓊浦女学校（1925年開校）⇒ 瓊浦高等女学校（1928年）⇒《新制》瓊浦女子高等学校・瓊浦中学校 ⇒（共学化）瓊浦高等学校・瓊浦中学校 ⇒ 瓊浦高等学校（1955年）
- 純心女子学院（1936年開校）⇒ 長崎純心高等女学校（1936年）⇒《新制》純心女子高等学校
- 長崎女子裁縫学校（1892年開校）⇒ 私立玉木女学校 ⇒ 玉木職業女学校 ⇒ 玉木女学校 ⇒ 玉木高等実践女学校 ⇒《新制》玉木女子高等学校 ⇒（2007年：共学化）長崎玉成高等学校
- スタージェス・セミナリー（1872年開校の英語塾）⇒ 梅香崎女学校 ⇒（光城女学院と合併、山口県下関市へ移転）⇒ 下関梅光女学院 ⇒《新制》梅光女学院中学校・高等学校 ⇒（2012年：共学化）梅光学院中学校・高等学校

佐世保市
- 私立佐世保裁縫女学校（1903年開校）⇒ 佐世保裁縫高等女学校 ⇒《新制》佐世保女子高等学校 ⇒ 久田学園佐世保女子高等学校（1971年）

## 実業学校

### 公立

#### 県南
長崎市
- 長崎県立長崎工業学校（1937年開校）⇒長崎県立長崎工業高等学校
- 長崎県水産講習所（1908年 平戸に開校）⇒（長崎市に移転）⇒長崎県立水産学校⇒長崎県立長崎水産高等学校⇒長崎県立長崎鶴洋高等学校
- 長崎英語伝習所⇒英語所⇒語学所⇒洋学所⇒済美館⇒広運館⇒第六大学区第一番中学校⇒第五大学区第一番中学校⇒広運学校⇒長崎外国語学校⇒英語学校⇒長崎県立長崎中学校⇒長崎外国語学校（ここまでは長崎東高等学校・長崎西高等学校の源流と同じ）
- 長崎区立商業学校（1885年開校）

⇒（上記2校が統合）⇒長崎県立商業学校⇒市立長崎商業学校⇒長崎商業学校⇒長崎市立商業学校⇒長崎市立長崎商業高等学校
- 長崎市立商業高等補習学校（1922年開校）⇒長崎市立夜間商業学校⇒長崎市立第二商業学校⇒長崎市立長崎第二商業高等学校
- 長崎夜間中学校（1926年開校、定時制）⇒長崎市立中学校⇒長崎市立高等学校

⇒（上記2校が統合）⇒長崎市立長崎高等学校⇒（長崎県立長崎西高等学校通信制と統合）⇒長崎県立鳴滝高等学校

#### 県央・島原
大村市
- 大村市竹松実業学校（1941年開校）⇒大村市立農業学校⇒長崎県立大村農業高等学校⇒（大村高等学校・大村女子高等学校と統合）⇒長崎県立大村高等学校農業部⇒ （分離・独立）⇒長崎県立大村農業高等学校⇒長崎県立大村園芸高等学校⇒長崎県立大村城南高等学校

諫早市
- 長崎県立農学校（1907年開校）⇒ 長崎県立諫早農業高等学校
- 長崎県立諫早商業学校（1941年開校）⇒長崎県立諫早航空工業学校⇒長崎県立諫早商業学校⇒長崎県立諫早商業高等学校⇒（諫早高等学校、諫早女子高等学校と統合）⇒長崎県立諫早高等学校商業科⇒（分離・独立）⇒長崎県立諫早商業高等学校

東彼杵郡
- 組合立乙種川棚農学校（1941年開校）⇒長崎県立川棚農学校⇒長崎県立川棚高等学校

島原市
- 長崎県立島原商業学校（1941年開校）⇒長崎県立島原工業学校⇒長崎県立島原商業学校⇒長崎県立島原商業高等学校⇒（島原高等学校、島原女子高等学校と統合）⇒長崎県立島原高等学校商業科⇒（分離・独立）⇒長崎県立島原商業高等学校

#### 県北
佐世保市
- 長崎県立佐世保商業学校（1923年開校）⇒（佐世保工業高等学校と統合）⇒長崎県立佐世保商工業高等学校⇒（分離・独立）⇒長崎県立佐世保商業高等学校
- 長崎県立佐世保工業学校（1937年開校）⇒（佐世保商業高等学校と統合）⇒長崎県立佐世保商工業高等学校⇒（分離・独立）⇒長崎県立佐世保工業高等学校

平戸市
- 長崎県立北松浦農学校（1945年開校）⇒長崎県立北松高等学校⇒長崎県立北松農業高等学校

### 私立
大村市
- 私立大村裁縫女学校（1924年開校）⇒向陽高等学校

## その他
- 佐世保市立夜間中学 ⇒ 佐世保市立中学校 ⇒ 佐世保市立高等学校 ⇒ 長崎県立佐世保中央高等学校定時制
- 長崎夜間中学 ⇒ 長崎市立夜間中学 ⇒ 長崎市立中学校 ⇒ 長崎市立高等学校 ⇒ 長崎市立長崎高等学校